# Глебездово
Глебездо́во (рос. Глебездово) — присілок у складі Дмитровського міського округу Московської області, Росія.

## Населення
Населення — 2 особи (2010; 0 у 2002).